# Krøderen
Le lac Krøderen (Krøderfjorden) est un lac situé dans le comté de Buskerud en Norvège.
Le lac Krøderen s'étend sur environ 41 km2 au nord du village de Krøderen dans la ville de Krødsherad dans son extrémité sud et atteint le nord du village de Gulsvik dans la municipalité de Flå dans la vallée de Hallingdal. Le lac a une superficie de 42.88 km² et une profondeur de 119 mètres. La rivière principale qui s'y jette est le Hallingdalselva au nord. Sa sortie est par la rivière Snamum (Snarumselva) à l’extrémité sud du lac. 
À Noresund, le long de la route nationale RV 7 (Riksvei 7), il y a un pont au-dessus du lac. Krøderen est seulement d'environ 182 mètres de large à un endroit. Le Sole Hotel (Sole Hotell Krodsherad) est situé sur la RV 7 entre Krøderfjorden et Norefjell. Le Sole Hotel était à l'origine une ancienne maison de docteur datant du début des années 1900. En 1966, l'établissement ouvre la première conférence d'hôtel en Norvège.

## Toponymie
La forme de ce nom qui provient de vieux norrois doit être *Krœðir (voir Krødsherad). Ce nom est probablement dérivé du verbe kryda (défiler/appuyer ensemble) (liée au mot de vieux anglais crudan (presser, pousser)). Dans ce cas, le nom se réfère probablement à l'étroit détroit de Noresund.